# Canton de Touvre-et-Braconne
Le canton de Touvre-et-Braconne est une circonscription électorale française du département de la Charente créée par le décret du 20 février 2014 et entrée en vigueur lors des élections départementales de 2015.

## Histoire
Un nouveau découpage territorial de la Charente entre en vigueur en mars 2015, défini par le décret du 20 février 2014, en application des lois du 17 mai 2013 (loi organique 2013-402 et loi 2013-403). Les conseillers départementaux sont, à compter de ces élections, élus au scrutin majoritaire binominal mixte. Les électeurs de chaque canton élisent au Conseil départemental, nouvelle appellation du Conseil général, deux membres de sexe différent, qui se présentent en binôme de candidats. Les conseillers départementaux sont élus pour 6 ans au scrutin binominal majoritaire à deux tours, l'accès au second tour nécessitant 12,5 % des inscrits au 1er tour. En outre la totalité des conseillers départementaux est renouvelée. Ce nouveau mode de scrutin nécessite un redécoupage des cantons dont le nombre est divisé par deux avec arrondi à l'unité impaire supérieure si ce nombre n'est pas entier impair, assorti de conditions de seuils minimaux. Dans la Charente, le nombre de cantons passe ainsi de 35 à 19. Le nouveau canton de Touvre-et-Braconne est formé de communes des anciens cantons de La Rochefoucauld et de Ruelle-sur-Touvre.

## Représentation
| Période élective | Période élective | Mandat | Mandat       | Identité       | Nuance | Nuance | Qualité                                                                       |
| ---------------- | ---------------- | ------ | ------------ | -------------- | ------ | ------ | ----------------------------------------------------------------------------- |
| 2015             | 2021             | 2015   | 2016 (décès) | Jacques Persyn |        | FG     | Professeur retraité Maire de Mornac (1977-2016)                               |
| 2015             | 2021             | 2015   | 2021         | Fatna Ziad     |        | DVG    | Cadre Ancienne adjointe au maire, conseillère municipale de Ruelle-sur-Touvre |
| 2015             | 2021             | 2016   | 2021         | Michel Buisson |        | DVG    | Enseignant, maire de Brie, suppléant du député Jérôme Lambert                 |
| 2021             | 2028             | 2021   | en cours     | Michel Buisson |        | DVG    | Conseiller sortant, 7ème Vice-Président du conseil départemental              |
| 2021             | 2028             | 2021   | en cours     | Fatna Ziad     |        | DVG    | Conseillère sortante                                                          |

### Résultats détaillés

#### Élections de mars 2015
À l'issue du 1er tour des élections départementales de 2015, deux binômes sont en ballottage : Jacques Persyn et Fatna Ziad (Union de la Gauche, 57,34 %) et Guillaume Chupin et Anne Vergez (Union de la Droite, 27,86 %). Le taux de participation est de 45,3 % (6 548 votants sur 14 454 inscrits) contre 50,21 % au niveau départementalet 50,17 % au niveau national.
Au second tour, Jacques Persyn et Fatna Ziad (Union de la Gauche) sont élus avec 67,4 % des suffrages exprimés et un taux de participation de 43,68 % (3 903 voix pour 6 313 votants et 14 454 inscrits).

#### Élections de juin 2021
Le premier tour des élections départementales de 2021 est marqué par un très faible taux de participation (33,26 % au niveau national). Dans le canton de Touvre-et-Braconne, ce taux de participation est de 30,57 % (4 394 votants sur 14 375 inscrits) contre 33,39 % au niveau départemental. À l'issue de ce premier tour, deux binômes sont en ballottage : Michel Buisson et Fatna Ziad (Union à gauche, 67,14 %) et Bastien Engelbach et Charlène Mesnard (REM, 23,79 %).
Le second tour des élections est marqué une nouvelle fois par une abstention massive équivalente au premier tour. Les taux de participation sont de 34,3 % au niveau national, 33,99 % dans le département et 30,33 % dans le canton de Touvre-et-Braconne. Michel Buisson et Fatna Ziad (Union à gauche) sont élus avec 76,77 % des suffrages exprimés (3 136 voix pour 4 361 votants et 14 378 inscrits),,.

## Composition
Le canton de Touvre-et-Braconne comprend six communes entières.
| Nom                                       | Code Insee | Intercommunalité  | Superficie (km2) | Population (dernière pop. légale) | Densité (hab./km2) | Modifier                                    |
| ----------------------------------------- | ---------- | ----------------- | ---------------- | --------------------------------- | ------------------ | ------------------------------------------- |
| Ruelle-sur-Touvre (bureau centralisateur) | 16291      | CA GrandAngoulême | 10,66            | 7 396 (2022)                      | 694                | modifier les données · modifier les données |
| Brie                                      | 16061      | CA GrandAngoulême | 34,05            | 4 157 (2022)                      | 122                | modifier les données · modifier les données |
| Jauldes                                   | 16168      | CA GrandAngoulême | 25,59            | 832 (2022)                        | 33                 | modifier les données · modifier les données |
| Magnac-sur-Touvre                         | 16199      | CA GrandAngoulême | 7,82             | 3 252 (2022)                      | 416                | modifier les données · modifier les données |
| Mornac                                    | 16232      | CA GrandAngoulême | 23,48            | 2 115 (2022)                      | 90                 | modifier les données · modifier les données |
| Touvre                                    | 16385      | CA GrandAngoulême | 9,06             | 1 146 (2022)                      | 126                | modifier les données · modifier les données |
| Canton de Touvre-et-Braconne              | 1616       |                   | 110,66           | 18 898 (2022)                     | 171                | modifier les données                        |

## Démographie
En 2022, le canton comptait 18 898 habitants, en évolution de +0,77 % par rapport à 2016 (Charente : −0,48 %, France hors Mayotte : +2,11 %).
| 2013   | 2018   | 2022   |
| ------ | ------ | ------ |
| 18 856 | 18 790 | 18 898 |